# Pic de Morgon
Il Pic de Morgon (2.324 m s.l.m. - detto anche Grand Morgon) è una montagna delle Alpi Cozie che si trova in Francia nei pressi del Lago di Serre-Ponçon.